# Cataxia dietrichae
Espèce
Cataxia dietrichae est une espèce d'araignées mygalomorphes de la famille des Idiopidae.

## Distribution
Cette espèce est endémique du Queensland en Australie-Occidentale.

## Publication originale
- Main, 1985 : Further studies on the systematics of ctenizid trapdoor spiders: A review of the Australian genera (Araneae: Mygalomorphae: Ctenizidae). Australian Journal of Zoology, Supplementary Series, vol. 33, no 108, p. 1-84.